# Sabantuy
Sabantuy er en tatarisk og Idel-Uralsk sommerfest, som stammer fra den volgabulgarske periode. Oprindelig var Sabantuy en fest for befolkningen i landområderne, men senere blev den til en national helligdag, og nu fejres den overalt i byerne. I 2006 blev Kazans Sabantuy fejret den 24. juni.

## Navnet
Sabantuy (Сабантуй) eller mere korrekt: Saban tuyı (Сабан туе) er det tatariske navn på helligdagen. I flertal hedder den Sabantuylar.
Helligdagen fejres også af de andre tyrkisktalende folk, der bor langs Volga. På bashkirisk kendes den som Habantuy (Һабантуй), på chuvashisk som Akatuy (Акатуй) .
Selve ordet betyder "plovens fest" på de tyrkiske sprog. Af og til kaldes den også "plovens helligdag" eller Saban bäyräme (Сабан бәйрәме) .

## Historie
Sabantuy kan følges tilbage til en oprindelse i den førislamiske periode, da den blev fejret før såtiden. De traditionelle sange og andre af Sabantuy-traditionerne antages at have haft religiøs betydning på den tid. Da Islam senere trængte frem blandt tatarer og bashkirer, samtidigt med at kristendommen trængte frem hos chuvasherne, blev den til en verdslig helligdag. I hver region skiftedes landsbyerne til at være hjemsted for afholdelsen af festlighederne.
I begyndelsen af det 20. århundrede fik Sabantuy status som tatarernes nationale helligdag. De sovjetiske myndigheder bifaldt denne fest på grund af den folkelige oprindelse, men de fik Sabantuy flyttet til tiden efter forårssåningen, sådan at den smeltede sammen med sommerfesten Cíın .
For nylig har Den Russiske Føderation bekendtgjort planer om at foreslå Sabantuy optaget på listen over Masterpieces of the Oral and Intangible Heritage of Humanity (= "Menneskehedens mesterstykker inden for mundtlig og urørlig arv") i 2007.

## Traditioner
De vigtigste elementer, der er særlige for Sabantuy, omfatter de traditionelle sportskonkurrencer som f.eks. köräş (tatarisk brydning), hestevæddeløb, sækkeløb, stolpeklatring, æggeløb, sækkekamp på bjælke, krukkeknusning , møntsøgning i qatıq (gæret mælk) og andre konkurrencer. Disse aktiviteter finder sted på mäydan, som almindeligvis er placeret ved en skovkant.
En tradition, der hedder sörän, blev afholdt for at indsamle rejsepenge til festens gæster og præmier til vinderne i konkurrencerne. Qarğa botqası (rågegrød)  er en rituel grød, som blev lavet før Sabantuy, til glæde for børnene. Endnu en tradition omfatter bøn på kirkegården.
I de senere år er Sabantuy også ofte blevet kombineret med festivaler for tatarisk folkemusik og popmusik eller festivaler for harmonikamusik, der kaldes Spil harmonika! (Uyna, ğarmun!).

### Köräş[9]
Tatarisk brydning (Tatarça köräş) er den vigtigste konkurrence på Sabantuy. Bryderne  bruger håndklæder, og målet er at slå modstanderen omkuld.
Sædvanligvis er det unge drenge, der indleder konkurrencen. Ved afslutningen af Sabantuy er finalen i köräs den vigtigste begivenhed. Vinderen bliver batır helten på Sabantuy. I landsbyerne kan præmien være en vædder, men i byerne kan det være en bil.

### Afholdelse
Sabantuy afholdes ikke på en bestemt dato, og tidspunktet svinger mellem den 15. juni og den 1. juli, men festen ligger normalt på en søndag. Først arrangeres landsbyernes Sabantuylar, så følger distriktets Sabantuylar og de store byers Sabantuylar. Den sidste Sabantuy afholdes i Kazan, som er hovedstad i Tatarstan. Tilsvarende gør man med Akatuy i Chuvashien og Habantuy i Bashkortostan.
I de allerseneste år har den russiske regering medvirket til at arrangere en føderal Sabantuy for den Russiske Føderation i Moskva. Der afholdes også Sabantuylar i mange af de byer i Europa og Asien, hvor der findes større grupper af emigrerede tatarer, som f.eks. Moskva, Sankt Petersborg, Tallinn, Prag Istanbul og Tashkent.
I dag kan Sabantuy betegnes som en international fest, for folk fra mange forskellige, etniske grupper deltager i Sabanuylar, både i Tatarstan og resten af verden.

## Politiske traditioner
Da Sabantuy er et symbol på Tatarstan, deltager alle russiske præsidenter, der besøger regionen, i Kazans Sabantuy. Boris Yeltsin har knust krukker med bind for øjnene i midten af 1990'erne, og Vladimir Putin har fundet en mønt i gæret mælk. Til tider fortolkes deltagelsen i konkurrencerne som symbolske handlinger: Yeltsin knuste de indviklede problemer i Tatarstan på en enkel måde, men uden at stille garantier. Putin opdagede Tatarstans penge, som ikke var blevet overført til det russiske budget.